# Habla Congo
Le habla congo (ou habla palera, lengua conga, lengua congo, et plus généralement lengua) est une langue définie par certains auteurs (Lydia Cabrera) comme un créole de plusieurs langues bantoues (principalement le kikongo) et de l'espagnol, par d'autres comme une survivance du kikongo influencée par l'espagnol et d'autres langues bantoues (Armin Schwegler) parlé à Cuba, le plus souvent dans le cadre de pratiques cultuelles liées au palo mayombe. C'est la dernière forme persistante aujourd'hui de l'espagnol dit « bozal ».